# Huib Janssen
Huib Janssen (Nederweert, 4 november 1958) is een voormalig Nederlands voetballer.
Hij maakte op 17-jarige leeftijd in 1976 de overstap van vierdeklasser Merefeldia naar het betaald voetbal.
Op 11 december 1977 debuteerde de rechtsbuiten voor FC VVV in een met 0-5 verloren thuiswedstrijd tegen Roda JC. Ook na de degradatie naar de Eerste divisie in 1979 kwam Janssen echter amper aan spelen toe, waarna hij in 1980 de terugkeer maakte naar de amateurs, bij Wilhelmina '08 uit Weert.

## Profstatistieken
| Seizoen         | Club            | Competitie      | Competitie | Competitie | Beker | Beker | Intertoto | Intertoto | Totaal | Totaal |
| Seizoen         | Club            | Competitie      | Wed.       | Dlp.       | Wed.  | Dlp.  | Wed.      | Dlp.      | Wed.   | Dlp.   |
| --------------- | --------------- | --------------- | ---------- | ---------- | ----- | ----- | --------- | --------- | ------ | ------ |
| 1976/77         | FC VVV          | Eredivisie      | 0          | 0          | 0     | 0     | —         | —         | 0      | 0      |
| 1977/78         | FC VVV          | Eredivisie      | 3          | 0          | 0     | 0     | 0         | 0         | 3      | 0      |
| 1978/79         | FC VVV          | Eredivisie      | 3          | 0          | 0     | 0     | —         | —         | 3      | 0      |
| 1979/80         | FC VVV          | Eerste divisie  | 0          | 0          | 1     | 0     | —         | —         | 1      | 0      |
| Carrière totaal | Carrière totaal | Carrière totaal | 6          | 0          | 1     | 0     | 0         | 0         | 7      | 0      |